# Pipira-parda
Tangará-fulvo ou pipira-parda (Lanio fulvus) é uma espécie de ave da família Fringillidae.
Pode ser encontrada nos seguintes países: Brasil, Colômbia, Equador, Guiana Francesa, Guiana, Peru, Suriname e Venezuela. Seus habitats naturais são: florestas subtropicais ou tropicais húmidas de baixa altitude.